# Петрак, Оливер
Оливер Петрак (хорв. Oliver Petrak; род. 6 февраля 1991, Загреб) — хорватский футболист, полузащитник.

## Карьера
Футбольную карьеру начал в 2009 году в составе клуба «Динамо» Загреб. В 2010 году перешёл в «Лучко».
В 2013 году стал игроком «Истры 1961». В 2014 году подписал контракт с боснийским клубом «Зриньски» из города Мостар.
Летом 2017 года стал игроком казахстанского клуба «Ордабасы».

## Достижения
«Зриньски»
- Чемпион Боснии и Герцеговины (2): 2015/2016, 2016/2017